# Walesi labdarúgó-bajnokság (első osztály)
A Welsh Premier League a walesi labdarúgó-bajnokságok legfelsőbb osztályának elnevezése. A bajnokság létrehozása Alun Evans nevéhez köthető, aki a Walesi Labdarúgó-szövetség pénzügyi igazgatójaként dolgozott.

## A kezdetek
Alun Evans fejében 1991 októberében született meg egy önálló walesi bajnokság terve. A Welsh Premier League első idény az 1992/93-as kiírás volt. Ekkoriban Wales azon kevés országok egyike volt, melynek nem volt saját nemzeti bajnoksága, az ország csapatai az angol bajnokságok különböző osztályaiban szerepeltek.

## A bajnokság rendszere
A pontvadászat 12 csapat részvételével őszi-tavaszi lebonyolításban zajlik, mely három fő részből áll: egy alapszakaszból, egy helyosztó felső-, és alsóházi rájátszásból, illetve a harmadik Európa-ligás helyért kiírt rájátszásból. Az alapszakasz során a 12 csapat körmérkőzéses rendszerben mérkőzik meg egymással, minden csapat minden csapattal kétszer játszik, egyszer pályaválasztóként, egyszer pedig vendégként.
Az alapszakasz végső sorrendjét az utolsó, 22. fordulót követően az alábbi szempontok szerint határozzák meg:
1. a bajnokságban szerzett pontok összege;
2. a bajnokságban elért győzelmek száma;
3. a bajnoki mérkőzések gólkülönbsége.

Az 1–6. helyezett csapatok a felsőházi, a 7–12. helyezett csapatok pedig az alsóházi helyosztó rájátszásba kerülnek. A csoportokon belül újfent körmérkőzéses, oda-visszavágós rendszerben mérkőznek meg egymással, minden csapat minden csapattal kétszer játszik: egyszer pályaválasztóként, egyszer pedig vendégként. A csapatok a helyosztó rájátszásokba magukkal viszik összes alapszakaszbeli eredményüket.
Az alsó- és a felsőházi rájátszás végső sorrendjét az alapszakaszban ismertetett szempontok szerint határozzák meg. A felsőház győztese a walesi bajnok, míg az alsóház utolsó helyen végzett csapata kiesik a másodosztályba.
A 3–7. helyezett csapatok versengenek a walesi csapatok számára fenntartott harmadik Európa-ligás helyért.

## A 2018–19-es szezon részt vevő csapatai
| Csapat                          | Székhely      | Stadion          |
| ------------------------------- | ------------- | ---------------- |
| Aberystwyth Town                | Aberystwyth   | Park Avenue      |
| Bala Town                       | Bala          | Maes Tegid       |
| Barry Town United               | Barry         | Jenner Park      |
| Caernarfon Town                 | Caernarfon    | The Oval         |
| Cardiff Metropolitan University | Cardiff       | Cyncoed Campus   |
| Carmarthen Town                 | Carmarthen    | Richmond Park    |
| Cefn Druids                     | Wrexham       | The Rock         |
| Connah's Quay Nomads            | Connah's Quay | Deeside Stadium  |
| Llandudno                       | Llandudno     | Park MBi Maesdu  |
| Llanelli Town                   | Llanelli      | Stebonheath Park |
| Newtown                         | Newtown       | Latham Park      |
| The New Saints                  | Oswestry      | Park Hall        |

## Bajnoki dobogósok (1992–2024)
| Szezon  | Bajnok (bajnoki címek)      | Ezüstérmes              | Bronzérmes           |
| ------- | --------------------------- | ----------------------- | -------------------- |
| 1992–93 | Cwmbran Town (1)            | Inter Cardiff           | Aberystwyth Town     |
| 1993–94 | Bangor City (1)             | Inter Cardiff           | Ton Pentre           |
| 1994–95 | Bangor City (2)             | Afan Lido               | Ton Pentre           |
| 1995–96 | Barry Town (1)              | Newtown AFC             | Conwy United         |
| 1996–97 | Barry Town (2)              | Inter Cardiff           | Ebbw Vale            |
| 1997–98 | Barry Town (3)              | Newtown AFC             | Ebbw Vale            |
| 1998–99 | Barry Town (4)              | Inter Cardiff           | Cwmbran Town         |
| 1999–00 | Total Network Solutions (1) | Barry Town              | Cwmbran Town         |
| 2000–01 | Barry Town (5)              | Cwmbran Town            | Carmarthen Town      |
| 2001–02 | Barry Town (6)              | Total Network Solutions | Bangor City          |
| 2002–03 | Barry Town (7)              | Total Network Solutions | Bangor City          |
| 2003–04 | Rhyl FC (1)                 | Total Network Solutions | Haverfordwest County |
| 2004–05 | Total Network Solutions (2) | Rhyl FC                 | Bangor City          |
| 2005–06 | Total Network Solutions (3) | Llanelli AFC            | Rhyl FC              |
| 2006–07 | The New Saints (4)          | Rhyl FC                 | Llanelli AFC         |
| 2007–08 | Llanelli AFC (1)            | The New Saints          | Rhyl FC              |
| 2008–09 | Rhyl FC (2)                 | Llanelli AFC            | The New Saints       |
| 2009–10 | The New Saints (5)          | Llanelli AFC            | Port Talbot Town     |
| 2010–11 | Bangor City (3)             | The New Saints          | Neath FC             |
| 2011–12 | The New Saints (6)          | Bangor City             | Neath FC             |
| 2012–13 | The New Saints (7)          | Airbus UK               | Bangor City          |
| 2013–14 | The New Saints (8)          | Airbus UK               | Carmarthen Tiwn      |
| 2014–15 | The New Saints (9)          | Bala Town               | Airbus UK            |
| 2015–16 | The New Saints (10)         | Bala Town               | Llandudno FC         |
| 2016–17 | The New Saints (11)         | Connah's Quay Nomads    | Bala Town            |
| 2017–18 | The New Saints (12)         | Bangor City             | Connah's Quay Nomads |
| 2018–19 | The New Saints (13)         | Connah's Quay Nomads    | Barry Town           |
| 2019–20 | Connah's Quay Nomads (1)    | The New Saints          | Bala Town            |
| 2020–21 | Connah's Quay Nomads (2)    | The New Saints          | Bala Town            |
| 2021–22 | The New Saints (14)         | Bala Town               | Newtown              |
| 2022–23 | The New Saints (15)         | Connah's Quay Nomads    | Penybont             |
| 2023–24 | The New Saints (16)         | Connah's Quay Nomads    | Bala Town            |
| 2024–25 | The New Saints (17)         | Penybont                | Haverfordwest County |

### Örökmérleg bajnoki címek szerint
| Csapat                                    | Bajnoki címek száma | Bajnoki évek                                                                                         |
| ----------------------------------------- | ------------------- | --- |
| Total Network Solutions és The New Saints | 17                  | 2000, 2005, 2006, 2007, 2010, 2012, 2013, 2014, 2015, 2016, 2017, 2018, 2019, 2022, 2023, 2024, 2025 |
| Barry Town                                | 7                   | 1996, 1997, 1998, 1999, 2001, 2002, 2003                                                             |
| Bangor City                               | 3                   | 1994, 1995, 2011                                                                                     |
| Connah's Quay Nomads                      | 2                   | 2020, 20210                                                                                          |
| Rhyl FC                                   | 2                   | 2004, 2009                                                                                           |
| Cwmbran Town                              | 1                   | 1993                                                                                                 |
| Llanelli AFC                              | 1                   | 2008                                                                                                 |

## Jelentős külföldi játékosok
A félkövérrel jelölt játékosok szerepeltek hazájuk felnőtt válogatott keretében labdarúgó-világbajnokságon.
| - Bobby Charlton - Chris Lawler - Craig Harrison - Darren Beckford - Ellis Crompton - Gary Barnett - Ian Bishop - Kenny Brown - Paul Harrison - Peter Davenport - Rae Ingram - Reg Matthewson | - Tommy Banks - Tony Henry - Warren Bradley - Bruno Fernandes - Jordan Johnson - Ian Lawther - Jackie Brown - Jackie O'Driscoll - John McClelland - Mark Williams - Paul Ramsey - Rory Keane | - Steve Jones - David Artell - David Forde - Eamonn O'Keefe - Jackie Mooney - Mick McGrath - Peter Corr - Richie Partridge - Jamie Wood - Wayne Dyer - Abiodun Baruwa - Dele Adebola | - Sam Ayorinde - Atif Bashir - Matthew Berkeley - Graeme Sharp - Jack Marshall - Jock Stein - Tommy Kiernan - Alun Evans - Greg Draper |

## A bajnokság helyezése az UEFA-rangsorban
A bajnokság helyezése 2011-ben az UEFA rangsorában. (Dőlt betűvel az előző szezonbeli helyezés, zárójelben az UEFA-együttható).
- 44.  (44.)  Kategoria superiore (3,874)
- 45.  (43.)  Meistriliiga (3,791)
- 46.  (46.)  Welsh Premier League (2,790)
- 47.  (45.)  Bardzragujn Humb (2,583)
- 48.  (52.)  BOV Premier League (2,416)